# Tambomachay
Tambomachay en español, o Tampumachay (quechua: tampu mach'ay, ‘lugar de descanso’), consiste en un sitio arqueológico que fuera destinado para el culto al agua y para que el potentado del Imperio incaico pudiese descansar. Se ubica en la cordillera de los Andes, a solo 7 kilómetros (15 minutos) al NE de la ciudad peruana de Cusco. A una altitud de 3700 m s. n. m.
Consta de una serie de acueductos, canales y varias cascadas de agua que discurren por las rocas. Resalta de esto que de una cascada principal, los incas crearon dos cascadas secundarias, las cuales son exactamente iguales. Esto es, si se colocaran dos botellas vacías, una en cada cascada, las dos se llenarían simultáneamente.
Aquí también hubo una especie de jardín real cuyo regadío provenía de un complicado sistema de canales especialmente hechos para tal función. Así mismo, constituía una zona de control de las personas que venían del Antisuyo, porque allí existía un torreón de control.

## Galería de imágenes

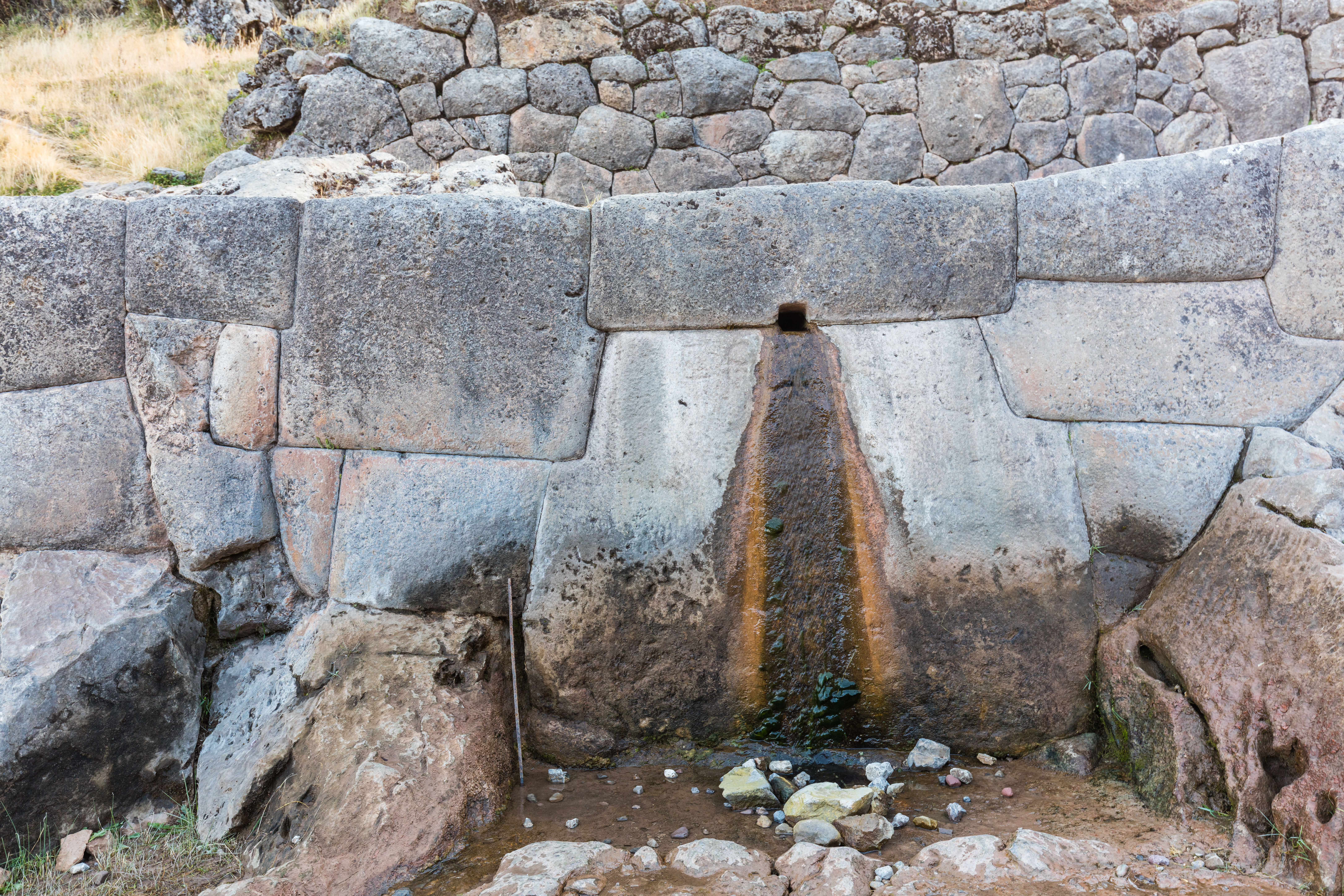
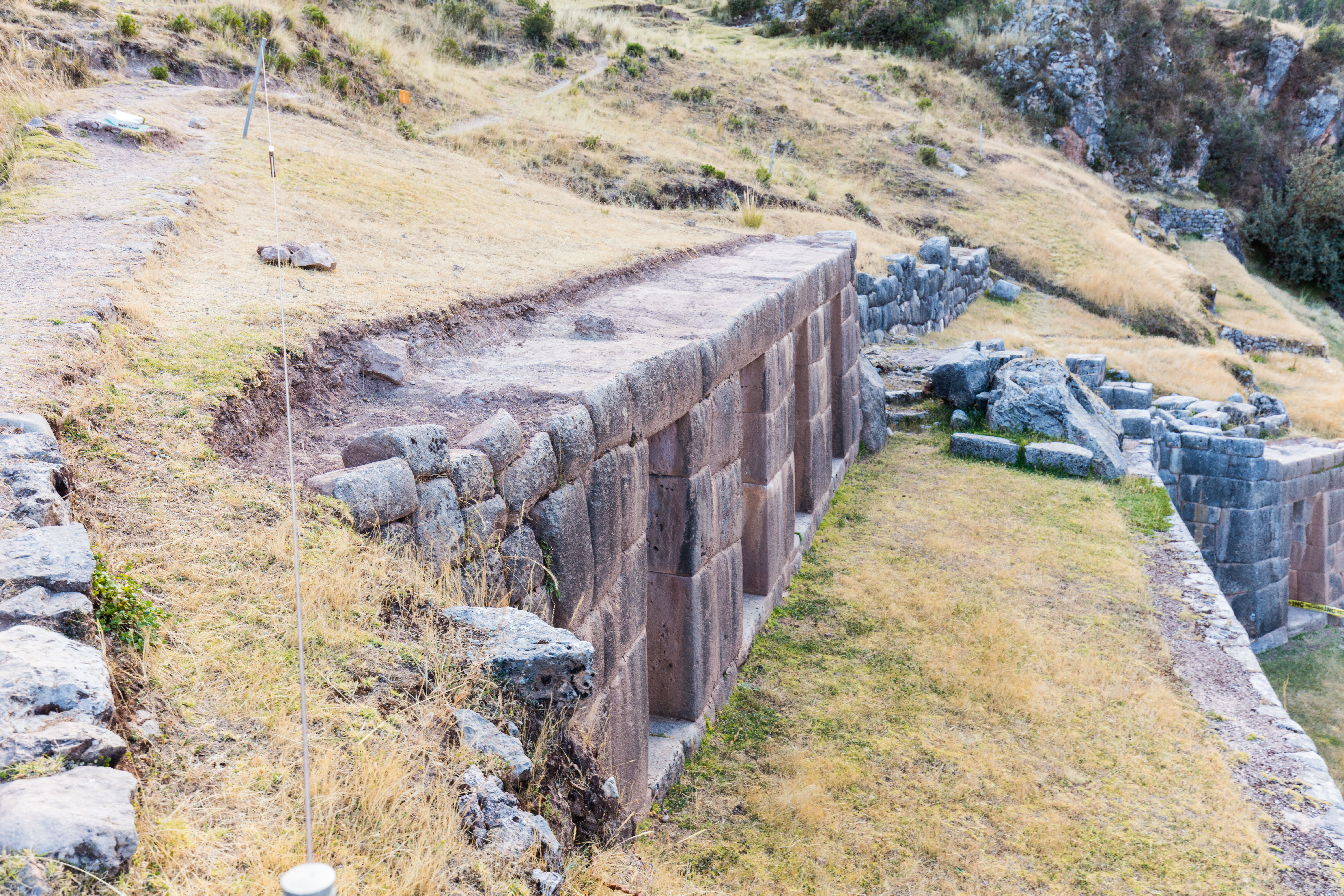
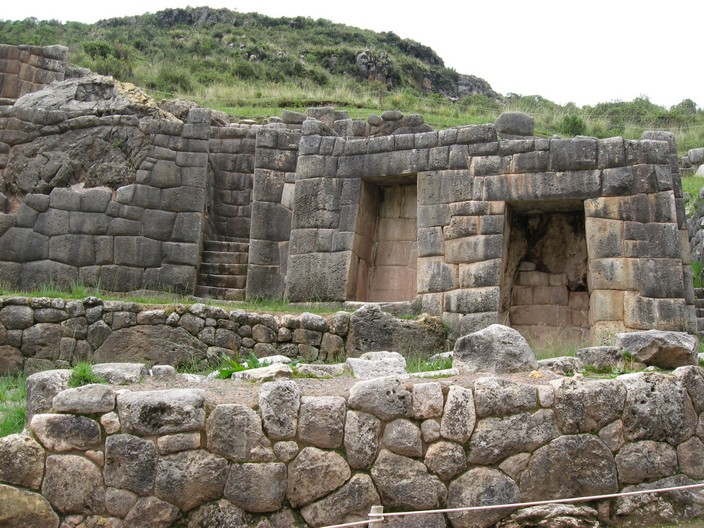
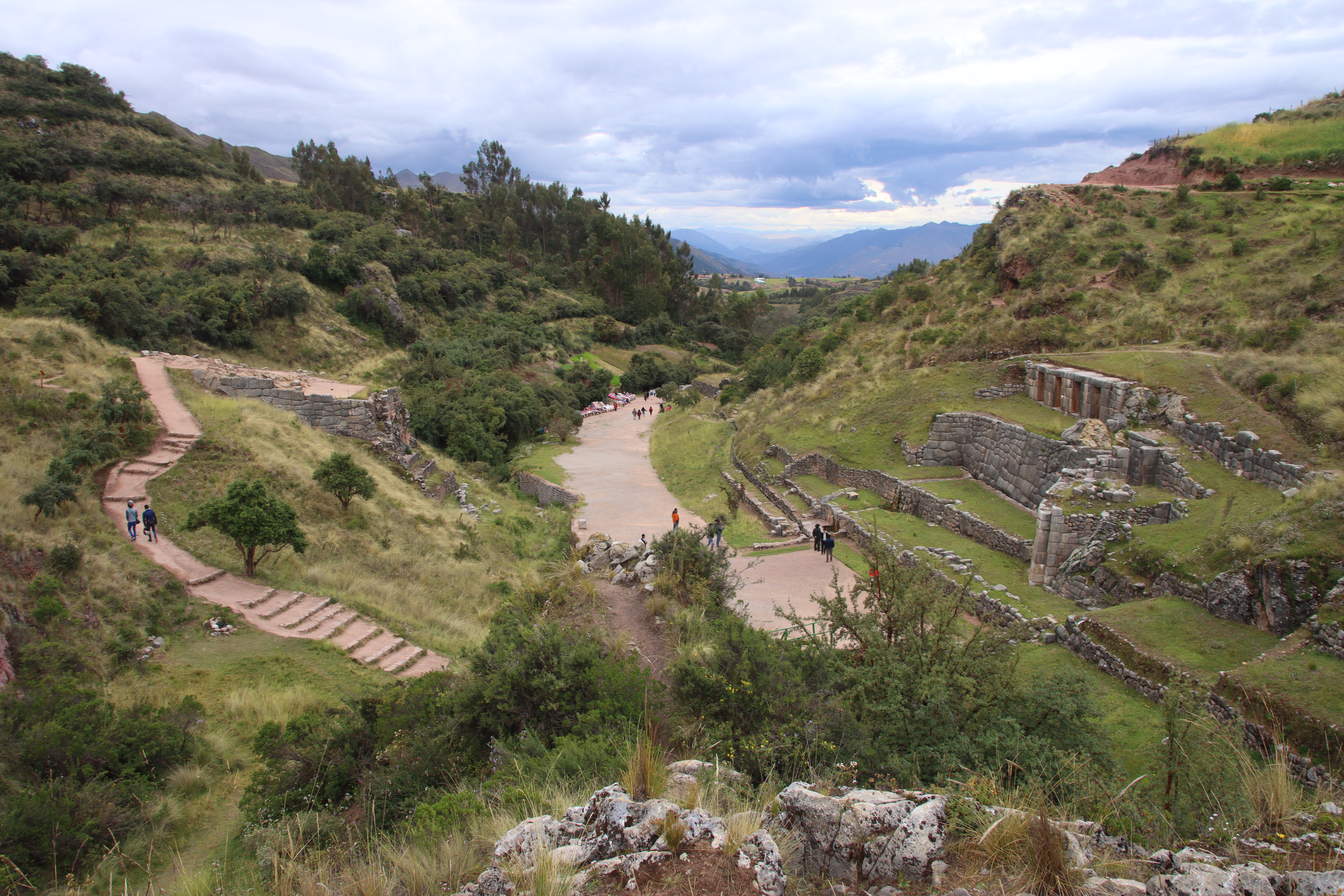
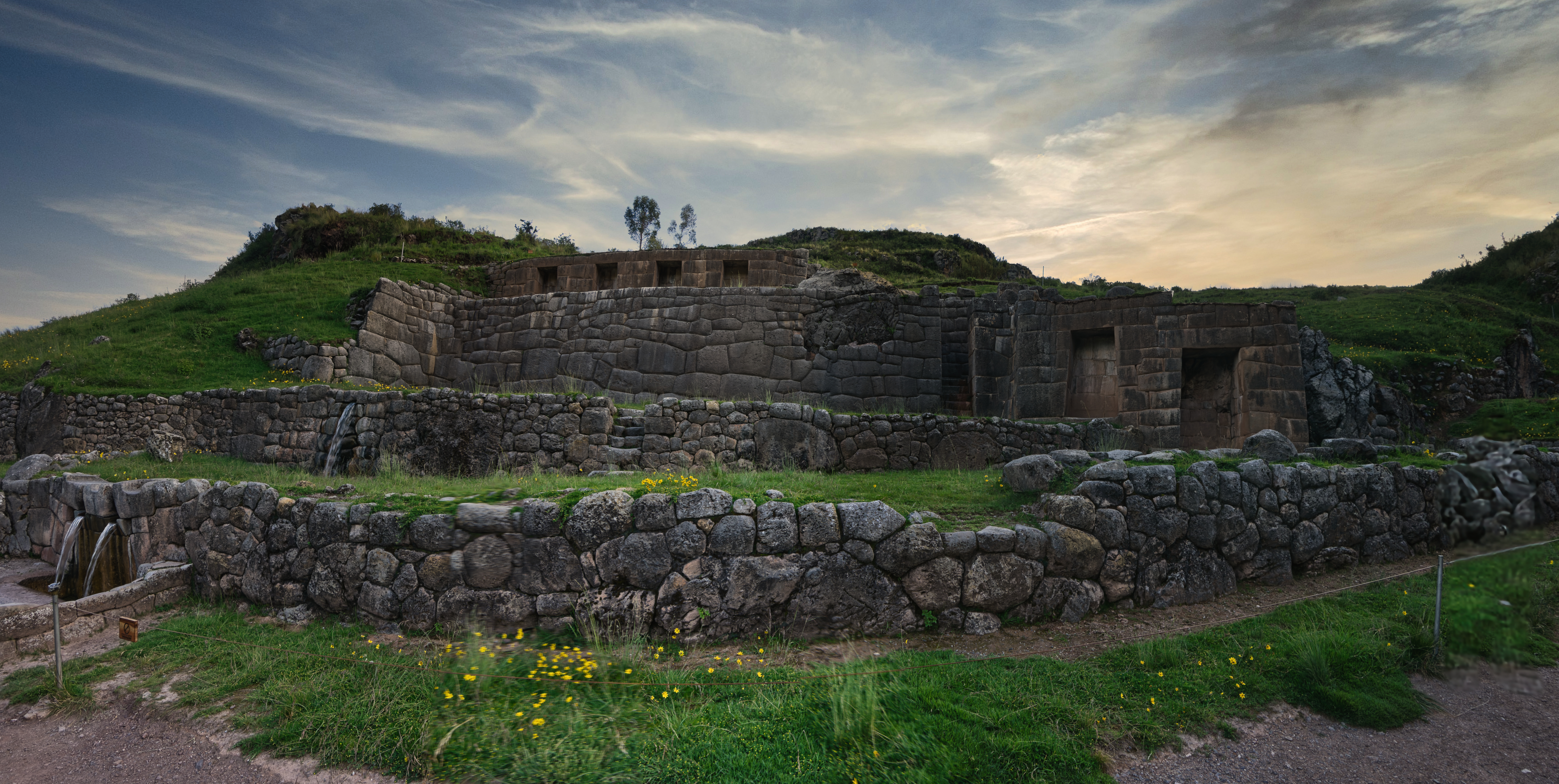
Foto panorámica al atardecer